# Прудовица (деревня)
Прудовица — опустевшая деревня в Слободском районе Кировской области в составе Озерницкого сельского поселения.

## География
Находится на расстоянии примерно 33 км на север от районного центра города Слободской.

## История
Была известна с 1873 года как деревня, в которой было учтено дворов 12 и жителей 51, в 1905 20 и 60, в 1926 23 и 121, в 1950 29 и 107. В 1989 уже не было учтено постоянных жителей.

## Население
Постоянное население  не было учтено как в 2002 году, так и в 2010.